# Grande boiadeiro suíço
O grande boiadeiro suíço[Nota] (em alemão:  Grosser Schweizer Sennenhund) é uma raça de cães boiadeiros originária da Suíça. A raça foi reconhecida oficialmente no século XX. Além de auxiliar na lida com o gado, este cão também era muito utilizado como animal de tração, puxando pequenas carroças leiteiras no percurso das fazendas aos mercados. Faz parte das quatro raças suíças de cães boiadeiros. Podendo chegar aos 61 kg, é um cão classificado como porte grande. De adestramento relativamente fácil. E, embora possua uma ossatura pesada, é ágil e multifuncional.

## História
Em 1908, em Langenthal, Suíça, por ocasião da exposição de cães do Jubileu que marcou 25 anos de existência do Kennel Clube Suíço (Schweizerische Kynologische Gesellschaft, SKG), dois cães Boiadeiros Berneses de pelo curto foram apresentados ao juiz e pioneiro na organização de raças suíças, o Prof. Albert Heim, distinguindo-se dos boiadeiros berneses comuns de pelagem longa. Heim os classificou como representantes do antigo e desaparecido Grande Cão Montanhês ou cão de açougueiro, cujos ancestrais foram largamente espalhados pela Europa central no passado, criados para guarda, tração ou como cães boiadeiros. Em 1909 eles foram reconhecidos pelo SKG como uma raça à parte, sendo registrado no volume 12 do Livro de Registros Suíço. Em 1912, foi fundado o Clube do Grande Boiadeiro Suíço para promover a raça e torná-la pura. O primeiro padrão foi publicado pela FCI não antes de 05 de fevereiro de 1939. Hoje esses cães são criados em outros países da Europa e são especialmente apreciados como cães de família pela sua calma e temperamento confiável.